# Леонгард Касс
Леонгард Касс (ест. Leonhard Kass, 22 жовтня 1911, Таллінн — 23 листопада 1985, Таллінн) — естонський футболіст, що грав на позиції нападника, зокрема за національну збірну Естонії.

## Клубна кар'єра
У дорослому футболі дебютував 1931 року виступами за талліннський «Спорт». У складі цієї команди протягом трьох перших сезонів незмінно ставав чемпіоном Естонії, а в сезоні 1934 року здобув «срібло». 
Згодом протягом 1936 року грав за іншу талліннську команду «Пухкекоду», після чого протягом 1937–1940 років три сезони захищав кольори «Естонії» (Таллінн), у формі якої ще двічі ставав чемпіоном країни. Фактично завершив кар'єру 1940 року з припиненням футбольних змагань в Естонії після окупації країни Радянським Союзом.

## Виступи за збірну
1931 року дебютував в офіційних матчах у складі національної збірної Естонії. Протягом кар'єри у національній команді, яка тривала 9 років, провів у її формі 40 матчів, забивши 8 голів.
Помер 23 листопада 1985 року на 75-му році життя у рідному Таллінні.

## Титули
- Чемпіон Естонії (5):

«Спорт» (Таллінн): 1931, 1932, 1933
«Естонія» (Таллінн): 1937/38, 1938/39